# Saint-Genix-les-Villages
Saint-Genix-les-Villages es una comuna francesa situada en el departamento de Saboya, en la región de Auvernia-Ródano-Alpes, en el sureste de Francia. Fue creado el 1 de enero de 2019 por la fusión de los antiguos municipios de Saint-Genix-sur-Guiers (la sede), Gresin y Saint-Maurice-de-Rotherens.